# تفسیر فرات کوفی

تفسیر فرات کوفی، تفسیر قرآن به زبان عربی و به شیوه روایی در قرن ۴ هجری قمری از ابوالقاسم فرات بن ابراهیم بن فرات کوفی محدث و مفسر شیعی.

## مولف
درباره مولف اطلاعات دقیقی وجود ندارد و رجالیون متقدم و متاخر درباره ابوالقاسم فرات هیچ اطلاعی نداده‌اند. با این حال با توجه به نسبت کوفی او، اسامی مشایخ و شاگردانش و محتوای تفسیرش حدود زمانی زندگی‌اش را تخمین زده‌اند. برخی از متاخرین با توجه به ختم روایات این تفسیر به علی بن موسی الرضا وی را در شمار اصحاب علی بن موسی الرضا یا محمد تقی یا علی النقی دانسته اند. لذا فرات باید از علمای نیمه دوم قرن سوم و اوایل قرن چهارم باشد و حداقل تا سال ۳۰۷ هجری اوایل قرن چهارم زنده بوده‌باشد.
برخی با توجه به اساتید زیدی و نیز عدم تصریح فرات به دوازده امامی بودن و ذکر روایتی از زید بن علی در اختصاص عصمت به پنج تن آل عبا احتمال داده‌اند که فرات در هنگام نوشتن تفسیر زیدی بوده‌است. البته روایات فرات از صادقین و علی بن موسی الرضا و ذکر روایات متعدد دال بر خروج مهدی موعود که بر خلاف دیدگاه‌های زیدیه است؛ احتمال زیدی بودن فرات را ضعیف می‌کند.

## شیوه
تفسیر فرات به زبان عربی و به شیوه روائی است و در طی کتب تفسیری شیعی و اسناد کتب معتبر حدیث امامیه نقل گردیده‌است. تفسیر فرات، براساس ترتیب سوره‌ها تنظیم شده و برخلاف مفسران متقدم شیعه مانند قمی و عیاشی تنها آیاتی را که در شأن نزول و تفسیر یا تأویل قریب و بعید آنها روایتی درباره تعالیم و اعتقادات شیعی از ائمه شیعه یا صحابه و برخی تابعین بوده، برگزیده‌است.

## ساختار
این تفسیر بر ترتیب سوره‌های قرآن است. آغاز آن سوره فاتحه الکتاب و پایان آن سوره الناس می‌باشد. مفسر، احادیث و آیات و روایات از طریق ائمه شیعه را آورده و آیاتی که در شأن نزول و تفسیر و تأویل آنها و اکثر آیاتی که در شان نزول و فضایل علی و اهل بیت نازل شده، انتخاب و سخن گفته‌است.

## چاپ و نسخه های خطی
تفسیر فرات کوفی در سال ۱۳۵۴ قمری به همت و مقدمه محمدعلی غروی اردوبادی در قم افست شد و در نجف به چاپ رسید. همچنین در سال ۱۴۱۰ قمری در تهران چاپ شد.
هم اکنون نسخه خطی از این تفسیر در مدرسه فیضیه قم وجود دارد.